# Liste des maires de Marvejols
Cet article dresse une liste par ordre de mandat des maires de Marvejols.

## Liste des maires

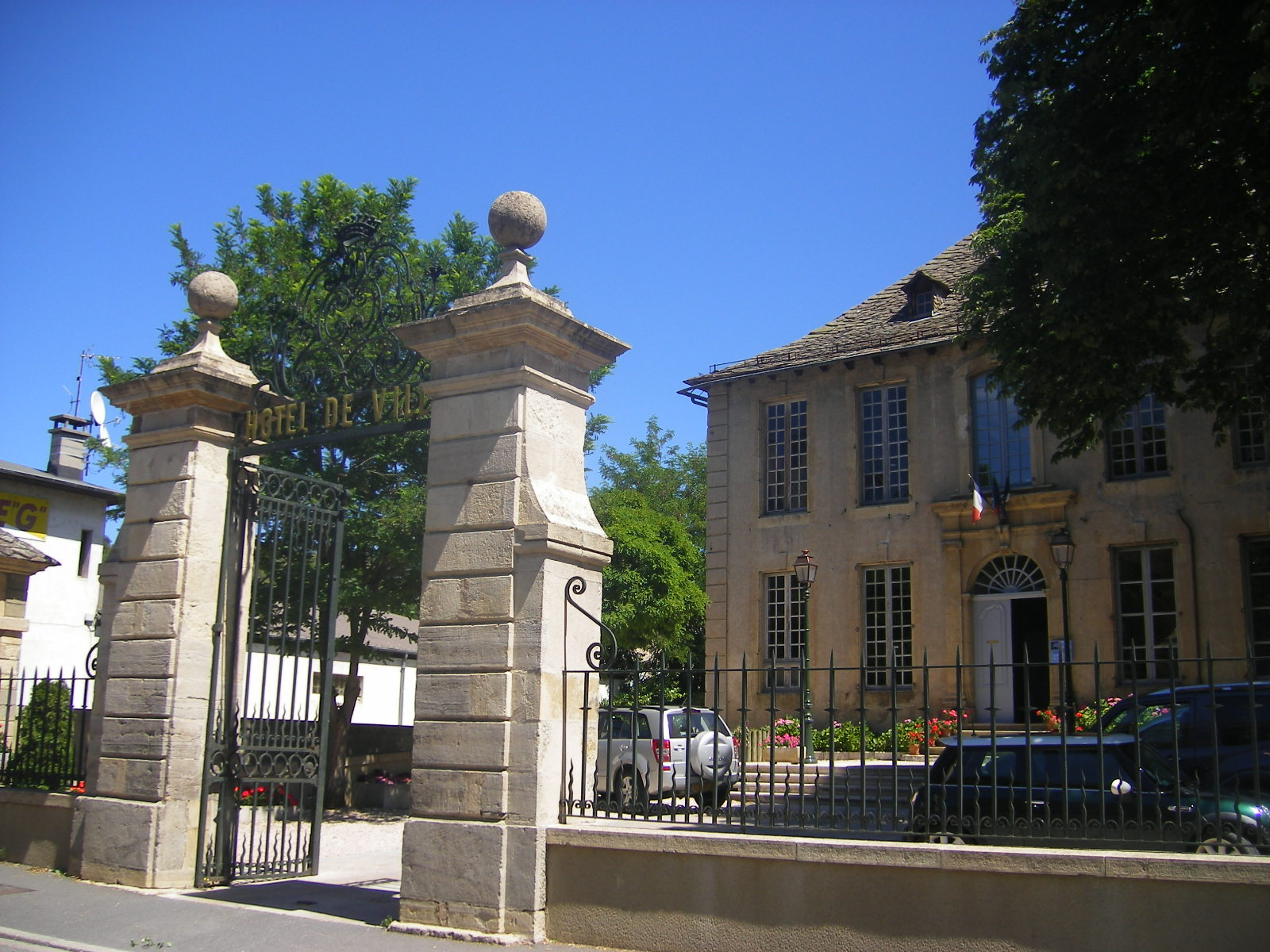
L'hôtel de ville de Marvejols.

| Période                                  | Période           | Identité                         | Étiquette                         | Qualité                                                                                               |
| ---------------------------------------- | ----------------- | -------------------------------- | --------------------------------- | --- |
| 1790                                     | septembre 1791    | Claude Osty                      |                                   | |
| septembre 1791                           | décembre 1792     | Raymond Sévène                   |                                   | Député                                                                                                |
| décembre 1792                            | vendémiaire An IV | David Crespin                    |                                   | |
| vendémiaire An IV                        | floréal An V      | Claude Étienne Lafond            |                                   | |
| floréal An V                             | frimaire An VII   | Jacques Lafond                   |                                   | |
| frimaire An VII                          | An IX             | Louis Vaissade                   |                                   | |
| An IX                                    | juin 1806         | Pierre Cahussac                  |                                   | |
| juin 1806                                | août 1813         | David Frédéric Daude de Labarthe |                                   | |
| août 1813                                | février 1818      | De Retz de Malevieille           |                                   | |
| février 1818                             | septembre 1820    | Sylvain Boissier                 |                                   | |
| septembre 1820                           | mai 1821          | Joseph Louis Sevène              |                                   | |
| mai 1821                                 | août 1827         | Antoine Paul Lombard             |                                   | |
| août 1827                                | novembre 1829     | Dominique d'Eimar de Jabrun      |                                   | |
| novembre 1829                            | septembre 1830    | Barthélémy Martin                |                                   | |
| septembre 1830                           | août 1831         | Joseph Sevène                    |                                   | |
| août 1831                                | mai 1833          | Barthélémy Martin                |                                   | |
| mai 1833                                 | septembre 1853    | Sylvain Vidal                    |                                   | |
| septembre 1853                           | décembre 1853     | Barthélémy Martin                |                                   | |
| décembre 1853                            | février 1864      | Sylvain Villaret                 |                                   | |
| février 1864                             | mars 1866         | Barthélémy Martin                |                                   | |
| mars 1866                                | octobre 1870      | Guillaume Félix Bès de Berc      |                                   | |
| octobre 1870                             | mars 1873         | Jean Augustin Jules Daude        |                                   | |
| mars 1873                                | mars 1878         | Léon Paul Mendras                |                                   | |
| mars 1878                                | 1881              | Jules Couloul                    |                                   | |
| 1881                                     | avril 1888        | Jules Daudé                      |                                   | Conseiller général de Marvejols                                                                       |
| avril 1888                               | mai 1888          | Jean-Baptiste Fournier           |                                   | |
| mai 1888                                 | mai 1892          | Paul Léon Mendras                |                                   | |
| mai 1892                                 | juillet 1893      | Jules Daudé                      |                                   | Conseiller général de Marvejols                                                                       |
| juillet 1893                             | mars 1895         | Antoine Vicariot                 |                                   | |
| mars 1895                                | juillet 1895      | Étienne Henri Aigouy             |                                   | |
| juillet 1895                             | septembre 1895    | Auguste Richard                  |                                   | |
| septembre 1895                           | mai 1896          | Sylvestre Auguste Richard        |                                   | |
| mai 1896                                 | mai 1904          | Victor Cordesse                  |                                   | Avocat Conseiller général de Marvejols                                                                |
| Les données manquantes sont à compléter. |                   |                                  |                                   | |
| mai 1908                                 | décembre 1919     | Joseph Bonnet de Paillerets      | Entente républicaine démocratique | Conseiller général de Marvejols Président du conseil général de la Lozère Député Sénateur             |
| décembre 1919                            | mars 1925         | Léon Paul Mendras                |                                   | |
| mars 1925                                | mai 1925          | Joseph Bonnet de Paillerets      | URD                               | Conseiller général de Marvejols                                                                       |
| mai 1925                                 | juin 1944         | Jean Roujon                      |                                   | Conseiller général de Marvejols                                                                       |
| juin 1944                                | août 1944         | Eugène Brossier                  |                                   | |
| août 1944                                | novembre 1947     | Antoine Podevigne                |                                   | |
| novembre 1947                            | décembre 1951     | Jean Roujon                      |                                   | Conseiller général de Marvejols Président du conseil général (1945-1953)                              |
| décembre 1951                            | mai 1953          | Marcel Buc                       |                                   | |
| mai 1953                                 | mars 1965         | Gilbert de Chambrun              | UP                                | |
| mars 1965                                | avril 1971        | Jules Roujon                     | RI                                | Conseiller général de Marvejols Président du conseil général (1967-1974) Sénateur (1974-1985)         |
| avril 1971                               | mars 1983         | Gilbert de Chambrun              | UP                                | |
| mars 1983                                | 27 mai 1985       | Jules Roujon                     | RI                                | Conseiller général de Marvejols Sénateur (1974-1985)                                                  |
| juin 1985                                | juin 1995         | Georges Meissonnier              | RPR                               | Conseiller régional du Languedoc-Roussillon (1998-2004)                                               |
| juin 1995                                | mars 2014         | Jean Roujon                      | UMP                               | Président de la CC du Gévaudan Conseiller général de Marvejols                                        |
| 29 mars 2014                             | août 2015         | Jean-François Deloustal          | UMP puis LR                       | 1er vice-président de la CC du Gévaudan                                                               |
| 14 novembre 2015                         | mai 2020          | Marcel Merle,                    | PS                                | Cadre de la fonction publique 1er vice-président de la CC du Gévaudan,                                |
| 23 mai 2020                              | En cours          | Patricia Brémond                 | DVG                               | Présidente de la CC du Gévaudan (2020- ), Conseillère départementale (2015 - ) du canton de Marvejols |